# Anelaphus maculatus
Anelaphus maculatus là một loài bọ cánh cứng trong họ Cerambycidae.